# Josef Köppl
Josef Köppl (27. července 1870, Bzí – 20. listopadu 1951, Tatranské Matliare) byl důstojník rakousko-uherské armády a později divizní generál československé armády.

## Život
Vojenskou vyšší reálku absolvoval v Hranicích (srpen 1885 - srpen 1889), Tereziánskou vojenskou akademii ve Vídeňském Novém Městě (srpen 1889 - srpen 1892) a Válečnou školu ve Vídni (říjen 1896 - říjen 1898). Sloužil v rakousko-uherské branné moci a později v československé armádě. Během své kariéry zastával řadu funkcí, včetně velitele pěší čety, praporního pobočníka, důstojníka štábu, velitele pěší roty, profesora kadetní školy pěchoty, velitele praporu, velitele pěšího pluku, velitele pěší brigády a velitele divize. Za první světové války byl velitelem proslulého plzeňského 35. pěšího pluku.
V listopadu 1918 byl zajat na italském frontě a strávil nějaký čas v italských zajateckých táborech. Po návratu do vlasti v srpnu 1919 pokračoval ve vojenské službě v československé armádě. V lednu 1932 byl penzionován v hodnosti divizního generála.

## Vyznamenání
- Řád železné koruny III. třídy s válečnou dekorací
- rytířský kříž Leopoldova řádu s válečnou dekorací
- Vojenský záslužný kříž
- Vojenská záslužná medaile
- Jubilejní pamětní medaile
- Mobilizační kříž
- Karlův vojenský kříž